# هاينريش فون أخنباخ
هاينريش فون أخنباخ (بالألمانية: Heinrich von Achenbach)‏ 23 نوفمبر 1829 في ساربروكن - 19 يوليو 1899 في بوتسدام، كان سياسي ومحامي ألماني.

## حياته
درس هاينريش فون آخنباخ علم التشريع في بون وبرلين .